# Ordinary World
«Ordinary World» (с англ. — «Обыкновенный мир») — первый сингл британской нью-вейв-группы Duran Duran из седьмого студийного альбома The Wedding Album и двадцать третий в их дискографии. Сингл был выпущен в 1 декабря 1992 года в США и 29 января 1993 года в Великобритании и сразу же стал популярным, сумев попасть в топ-10 по обе стороны Атлантики (6-е место в UK Singles Chart и 3-е место в Billboard Hot 100).

## О сингле
«Ordinary World» наряду с вышедшей в марте 1993 года «Come Undone» является одной из самых любимых песен в репертуаре Duran Duran как среди поклонников, так и среди остальных групп меломанов, в связи с чем и исполняется на каждом концерте группы. Также она считается одной из лучших композиций 90-х. В мае 1994 года группа получила за неё престижную премию Ivor Novello.
Именно с «Ordinary World» принято считать начала нового витка популярности Duran Duran, когда к началу 90-х интерес к группе со стороны слушателей фактически затих, а критики уже давно списали группу со счетов, отнеся её к категории однодневной подростковой поп-группы начала 80-х.

### Написание и запись
Композиция была написана в самом начале работы над альбомом The Wedding Album в 1991 году и несколько отличалась от окончательной студийной версии. На первом демо, датированным тем же годом, можно услышать, что текст немного отличается от финального варианта. В инструментальном плане, отличия заключались в отсутствии паузы между вступлением и первым куплетом и отступления перед вторым. Партия ударных была запрограммирована при помощи драм-машины, так как в начале 1991 года группу покинул барабанщик — Стерлинг Кэмпбелл.
Но несмотря на эти изменения, стилистика песни осталось такой, какой была с самого начала — в виде лирической баллады с обильным использованием эффекта струнных, запоминающейся гитарной мелодии и драматического вокала Саймона Ле Бона.
Текст песни, по словам Ле Бона, посвящён его погибшему другу — Дэвиду Майлзу и считается второй в части «трилогии» о нём. Первой и третьей являются «Do You Believe in Shame?» (1989) и «Out of My Mind» (1997).

## Версии сингла
В зависимости от формата издания, трек-лист и би-сайды могут значительно отличаться друг от друга.

| 7": Parlophone / DD 16 (UK) 1. «Ordinary World» (Single version) — 4:43 2. «My Antarctica» — 5:00 MC: Capitol / 7 44908 4 (U.S.) 1. «Ordinary World» — 5:39 2. «Ordinary World» (Acoustic version) — 5:05 3. «Save a Prayer» (Live from the Arena) — 6:11 - Также выпущен в Канаде (Capitol / C4-44908) CD: Parlophone / CD DDS 16 (UK) 1. «Ordinary World» — 5:49 2. «Save a Prayer» — 5:25 3. «Skin Trade» — 4:25 4. «My Antarctica» — 5:00 - Этот CD выходил в двухдисковом варианте CD DDP 16. CD: Parlophone / CD DDP 16 (UK) 1. «Ordinary World» (Single version) — 4:43 2. «The Reflex» — 4:25 3. «Hungry Like the Wolf» — 3:25 4. «Girls on Film» — 3:30 - Этот CD вышел как иллюстрированный. | CD: Capitol / C2 1. «Ordinary World» — 5:39 2. «My Antarctica» — 5:00 3. «Save a Prayer» — 5:25 4. «UMF» — 5:33 CD: Capitol / DPRO-79607 (US) 1. «Ordinary World» (Single edit) — 4:28 2. «Ordinary World» (AC edit) — 4:31 3. «Ordinary World» (Acoustic version) — 5:05 4. «Ordinary World» (LP version) — 5:39 - Двухдисковый промосингл для США. Второй CD являлся сборником Decade: Greatest Hits. CD: 10 of Singles Box Set 1986-1995 boxset 1. «Ordinary World» (Single version) — 4:43 2. «My Antarctica» — 5:00 3. «Ordinary World» — 5:49 4. «Save a Prayer» — 5:25 5. «Skin Trade» — 4:25 6. «The Reflex» — 4:25 7. «Hungry Like the Wolf» — 3:25 8. «Girls on Film» — 3:30 |

## Музыканты

### Duran Duran
1. Саймон Ле Бон — вокал и текст
2. Ник Роудс — клавишные
3. Уоррен Куккурулло — гитара, акустическая гитара, автор песни
4. Джон Тейлор — бас-гитара

### Сессионные музыканты
1. Джон Джонс — клавишные
2. Стив Ферроне — ударные

## Исполнение на концертах
Впервые композиция была представлена публике во время выступления группы в Лондонском Royal Alert Hall в рамках благотворительного мероприятия UNICEF Jerusalem for Reconciliation Concert 28 апреля 1991 года.